# Ulf Lindelöf
Ulf Lindelöf (27 agosto 1946) è un ex cestista svedese.

## Carriera
Con la Svezia ha disputato due edizioni dei Campionati europei (1965, 1969).